# Monumentul funerar al lui V. A. Mamistov (Susleni)
Monumentul funerar al lui V. A. Mamistov este un monument amplasat în Susleni, raionul Orhei, Republica Moldova. Este un monument istoric de importanță națională inclus în Registrul monumentelor Republicii Moldova ocrotite de stat cu nr. 1230 (raionul Orhei).